# 姜迺升
姜迺升（?—?），直隸朝陽縣人，清朝政治人物、同進士出身。
光緒三十年（1904年），會試第44名。殿試登進士三甲55名。授山东壽光縣知縣。	